# Batalla de El Romeral
La batalla de El Romeral fue un enfrentamiento armado de la Guerra de las Comunidades de Castilla que tuvo lugar el 12 de marzo de 1521 en la localidad toledana de El Romeral, sobre el paraje de las Atalayuelas, entre las tropas comuneras de Antonio de Acuña y las realistas comandadas por el prior de San Juan, Antonio de Zúñiga.
Acuña había recibido informaciones sobre la presencia del prior cerca de Corral de Almaguer, por lo que salió tras él buscando el enfrentamiento. El enemigo se replegó entonces a Tembleque y aprovechó la tregua tácita que ambos bandos habían acordado en el reino de Toledo para lanzar una ataque de imprevisto en El Romeral, sobre el paraje de las Atalayuelas. Los cronistas se dividen a la hora de darle un vencedor a la batalla. Según el humanista Juan Maldonado, Acuña habría triunfado y quedado «dueño del campo», mientras que Pedro Mejía presupone su derrota a manos de los realistas. Las mismas dificultades se ofrecen para determinar las bajas. Se llegó a hablar de seiscientas, setecientas o incluso mil muertes entre las filas rebeldes —y veinte o veinticinco para los realistas—, pero todo indica de que las cifras fueron mucho menores. Las Relaciones Topográficas de Felipe II, en cambio, mencionan 57 muertos y más de 200 heridos y afirman además que ambos ejércitos se retiraron (el comunero a Lillo y el realista a La Guardia) sin poder despojar el campo contrario. Por otras fuentes sabemos también que Acuña recibió dos heridas, de pica y de escopeta, y que a sus soldados les fueron tomados alrededor de cuatro piezas de artillería —y no trece como se dijo en un primer momento— y cuatro banderas de infantería. Idéntica cantidad de heridas recibió el prior.
Lo cierto es que aunque si probablemente fue el prior de San Juan quien salió victorioso en esta batalla, Acuña se esforzó por demostrar lo contrario. De hecho, su posición fue defendida a punta de cuchillo por un estudiante de la Universidad de Alcalá, Florián de Ocampo, y en Valladolid y Torrelobatón los comuneros organizaron grandes manifestaciones y juegos públicos para festejar lo que creían un importante triunfo del obispo. Incluso se llegaron a repartir panfletos en las zonas rurales que afirmaban que Acuña se había salvado gracias a un milagro divino, y que por tanto era él el auténtico vencedor de la contienda. La propagación de estos rumores le permitió a Antonio de Acuña reemprender con nuevo ánimo su marcha por las localidades del arzobispado de Toledo, pero en Ocaña los vecinos, cuando vieron los muertos y heridos que les había causado el prior de San Juan en la batalla, volvieron a la obediencia regia «y entregaron a los mochachos el capitán que allí estaba de parte de la Comunidad y después le quemaron».
Posteriormente a principios de 1522, por su participación en la batalla al frente del capitán Gonzalo Collado, Corral de Almaguer recibió del monarca Carlos I el renombre de «Leal» y la merced de cierta cantidad de sal de las salinas de Belinchón.